# 翻訳の世界
『翻訳の世界』（ほんやくのせかい）は、バベル（バベルプレス）発行で、月刊刊行されていた、主に翻訳学習者に向けた翻訳業界専門誌。1976年11月創刊。名称を2000年7月号より『eとらんす』に、2005年2月号より『e trans learning』に、2008年8月号より『The Professional Translator』に変更し、2010年2月号からはWebマガジンとして刊行している。

## 主な編集長
- 杉浦洋一（～1985年）
- 丸山哲郎（1985年～）
- 今野哲男（1993年～）
- 坂本久恵（1995年～）
- 堀田都茂樹（1998年～）

| スタブアイコン | サブスタブ | この項目は、まだ閲覧者の調べものの参照としては役立たない、書籍に関連した書きかけの項目です。この項目を加筆・訂正などしてくださる協力者を求めています（P:書物/PJ:出版）。項目が文学作品の場合は{Lit-substub}を貼り付けてください。 |